# Symbole der Europäischen Union
Die Symbole der Europäischen Union fungieren als Hoheitszeichen und Identifikationssymbole der EU. Zu ihnen zählen die Europaflagge, die Europahymne, der Europatag, das Europamotto, die Währung Euro und das Währungssymbol €.

## Geschichte

Europaflagge

Eine Seite von Beethovens Originalmanuskript

Definitionen der Flagge

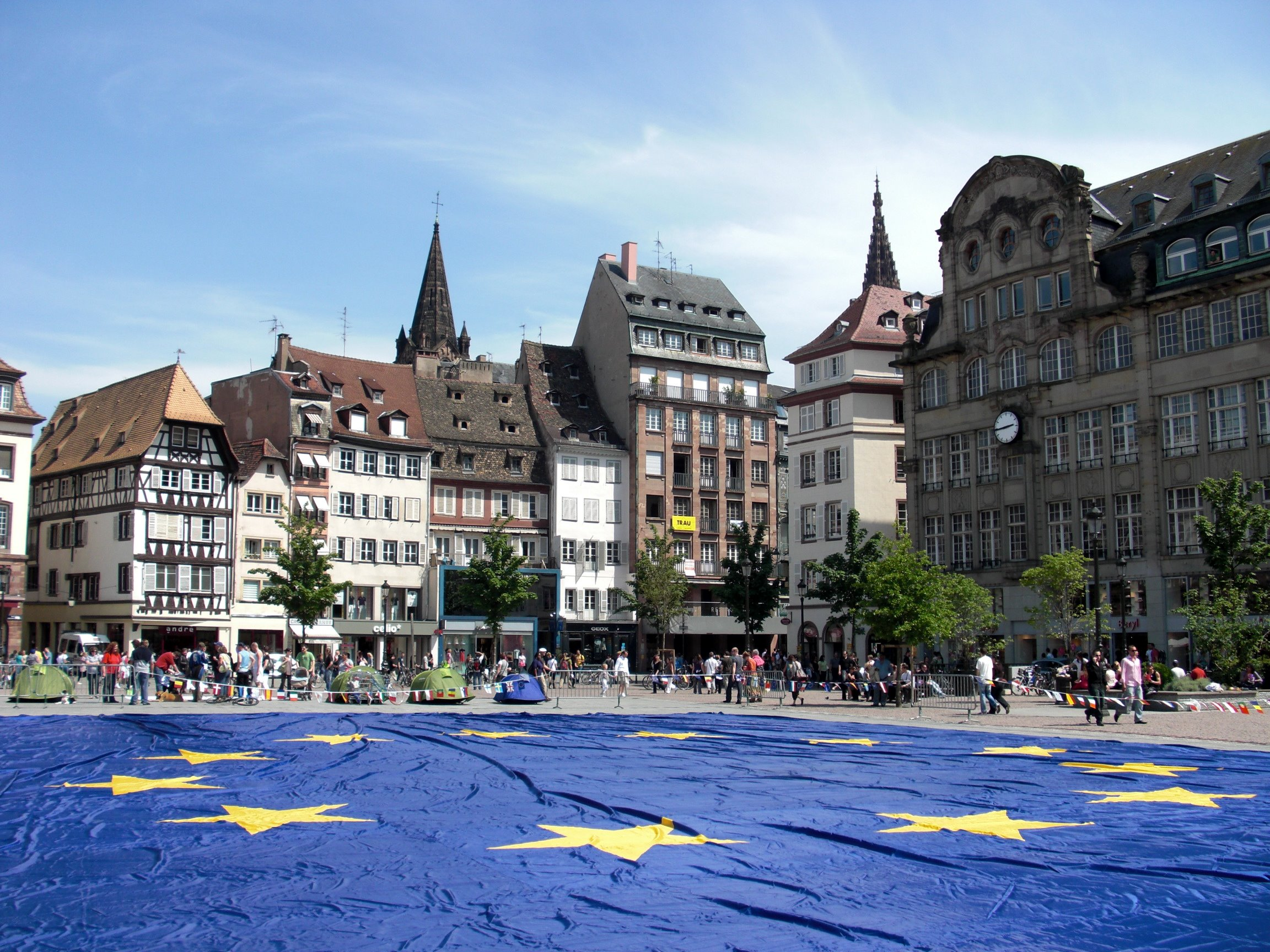
Europatagfeier 2009 in Straßburg

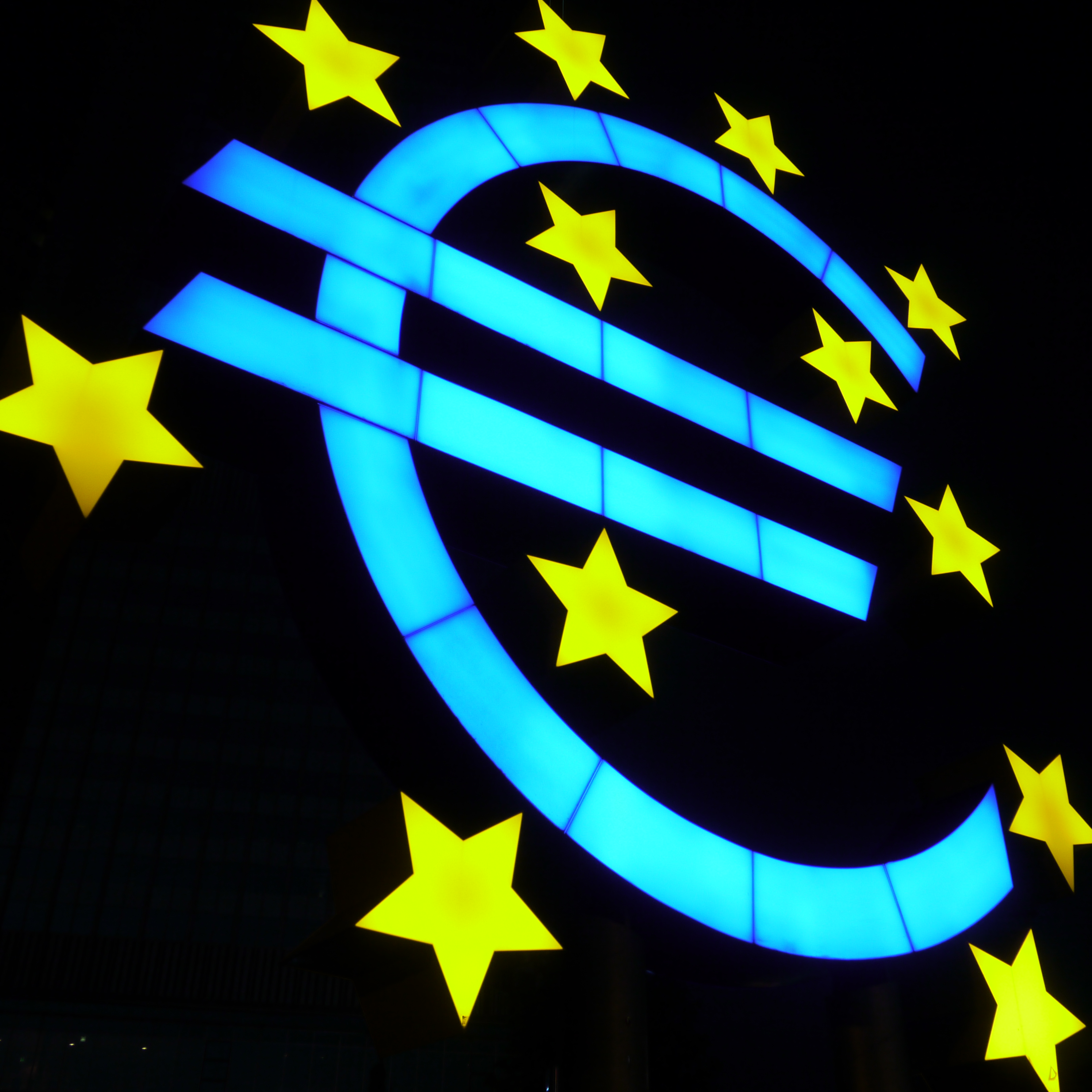
Das Eurosymbol als Kunstwerk von Ottmar Hörl in Frankfurt am Main

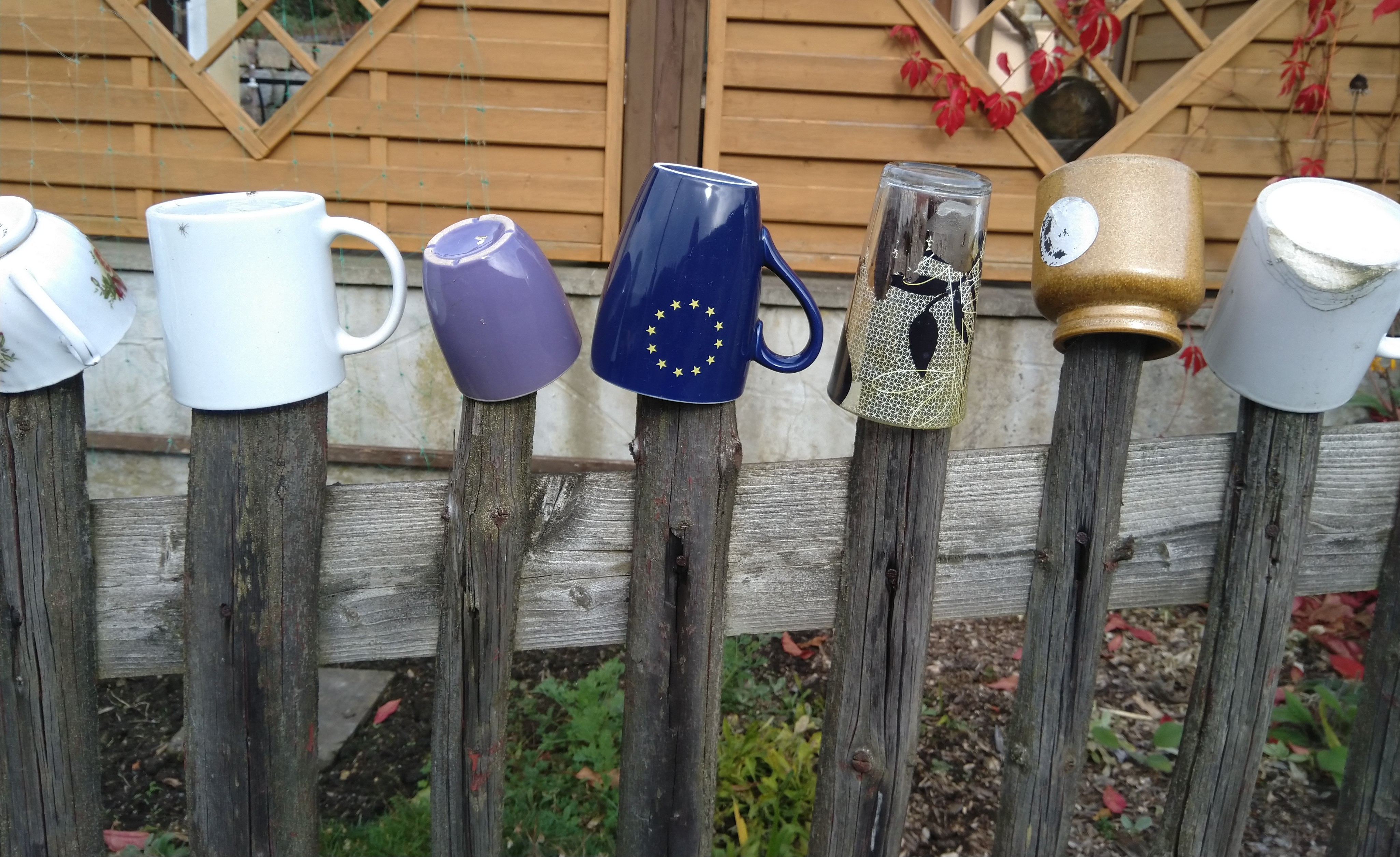
Tasse mit dem Symbol der Europäischen Union in der Mitte einer Sammlung verschiedenster Tassen

Flagge, Hymne und Europatag waren bereits vom Europarat eingeführt worden, bevor es die EU gab. Einer breiten Bevölkerung wurden sie bekannt, nachdem die Staats- und Regierungschefs der Europäischen Gemeinschaften (EG) die Symbole auf dem Europäischen Rat von Mailand 1985 auf Empfehlung des Ausschusses für das „Europa der Bürger“ für die EG übernommen hatten. Im Art. I-8 des Europäischen Verfassungsvertrags von 2004 wurden die Symbole erstmals als offizielle Symbole der EU genannt. Dies stieß vor allem in Großbritannien auf Kritik, da darin ein Schritt zu einem gesamteuropäischen „Superstaat“ gesehen wurde. Nach dem Scheitern der Verfassung waren die Symbole im Vertrag von Lissabon daher nicht mehr enthalten. Sie werden aber von der EU weiterhin verwendet.

## Symbole

### Europaflagge
Die Europaflagge zeigt einen Kranz aus zwölf goldenen, fünfzackigen Sternen auf blauem Hintergrund. Ihre Zahl soll „Vollkommenheit und Vollständigkeit“ symbolisieren, nicht jedoch die Anzahl der Mitgliedstaaten. Die Flagge wurde vom Europarat seit 1955, von der EG seit 1985 als offizielles Emblem gebraucht.

### Europahymne
Die Europahymne ist die instrumentale Fassung des letzten Satzes der 9. Sinfonie von Ludwig van Beethoven in der Bearbeitung von Herbert von Karajan. 1972 wurde die Melodie vom Europarat, 1985 von der EG als Hymne angenommen. Sie tritt neben die Nationalhymnen der Mitgliedstaaten und versinnbildlicht die Werte, die alle teilen, sowie die Einheit in der Vielfalt.

### Europatag
Der Europatag soll mit Veranstaltungen und Werbung an den Schuman-Plan vom 9. Mai 1950 erinnern, der heute als Grundstein der europäischen Einigung gilt. Auf dem Rat von Mailand 1985 wurde beschlossen, zur Erinnerung an dieses Ereignis jährlich den Europatag der Europäischen Union zu begehen, an dem nun seit 1986 zahlreiche Veranstaltungen und Festlichkeiten stattfinden. Daneben feiert der Europarat seit 1964 einen eigenen Europatag: Dieser ist vier Tage früher und erinnert an die Gründung dieser Institution am 5. Mai 1949.

### Europamotto
Das Europamotto ist der Leitspruch:

„In Vielfalt geeint.“

Er soll die gemeinsame, aber national unterschiedliche europäische Identität zum Ausdruck bringen. Er wurde 2000 im Zuge eines Wettbewerbs unter Schülern aus den damals 15 Mitgliedsstaaten ausgewählt. In den 24 Amtssprachen der Europäischen Union lautet er:
| Bulgarisch – Единни в многообразието                                  | Französisch – Unie dans la diversité          | Litauisch – Vienybė įvairialypiškume         | Schwedisch – Förenade i mångfalden     |
| Dänisch – Forenet i mangfoldighed                                     | Griechisch – Ενωμένοι στην πολυμορφία         | Maltesisch – Magħqudin fid-diversità         | Slowakisch – Zjednotení v rozmanitosti |
| Deutsch – In Vielfalt geeint                                          | Irisch – Aontaithe d'ainneoin na héagsúlachta | Niederländisch – In verscheidenheid verenigd | Slowenisch – Združeni v raznolikosti   |
| Englisch – United in diversity                                        | Italienisch – Uniti nella diversità           | Polnisch – Jedność w różnorodności           | Spanisch – Unida en la diversidad      |
| Estnisch – Ühtsus erinevuses                                          | Kroatisch – Ujedinjena u raznolikosti         | Portugiesisch – Unidos na diversidade        | Tschechisch – Jednotná v rozmanitosti  |
| Finnisch – Erilaisuudessaan yhdistynyt / Moninaisuudessaan yhtenäinen | Lettisch – Vienotība dažādībā                 | Rumänisch – Unitate în diversitate           | Ungarisch – Egység a sokféleségben     |

### Euro
Der Euro ist die offizielle Währung der Europäischen Union, mit der in sämtlichen Dokumenten und Richtlinien gerechnet wird. Der Euro ist auch die am meisten genutzte Währung in der Europäischen Union, 20 ihrer Mitgliedsstaaten haben sie 2023 innerhalb der Eurozone als Währung.
| - Belgien     | - Frankreich   | - Kroatien | - Luxemburg   | - Österreich | - Slowenien |
| - Deutschland | - Griechenland | - Lettland | - Malta       | - Portugal   | - Spanien   |
| - Estland     | - Irland       | - Litauen  | - Niederlande | - Slowakei   | - Zypern    |
| - Finnland    | - Italien      |            |               |              |             |